# زیردریایی آی-۱۵۸
زیردریایی آی-۱۵۸ (به انگلیسی: Japanese submarine I-158) یک زیردریایی بود که طول آن ۳۳۰ فوت (۱۰۰ متر) بود. این زیردریایی در سال ۱۹۲۵ ساخته شد.